# Mehran Modiri
Mehran Modiri (en persan : مهران مدیری), né le 7 avril 1967 à Téhéran (Iran), est un acteur prolifique, réalisateur de télévision, et musicien iranien.

## Carrière
Sa carrière artistique débute dans son adolescence en jouant dans les pièces de théâtre locales. Ensuite il entre à la radio et télévision dans les années 1990. Il écrit activement des scénarios des scketchs comiques, y participant lui-même comme acteur, pour les shows télévisés de l'IRIB.
Il continue d'apparaître dans les comédies télévisées jusqu'à ce qu'il réalise son coup de maître en créant la sériée télévisée Pavarchin qui lui vaut de nombreux lauréats de meilleur réalisateur et acteur de la télévision iranienne. IL goûte le succès une deuxième fois en réalisant et jouant dans Noghtechin, et Djayezeye bozorg, qui deviennent des comédies majeures de la télévision en Iran.
Pour donner suite à Pavarchin, il crée la série de Shabhaye Barareh qui devient son émission la plus populaire de la télévision jamais réalisée; elle reste pourtant inachevée à cause de critiques défavorables qui défendent la cause de la vie rurale tournée ainsi en dérision dans le scénario. Résultat: la fin incomplète et l'arrêt de la diffusion après 92 épisodes, sans aucune explication sur l'histoire de Barareh.
Modiri joue dans de longs films et projette de compléter Shabhaye Barareh, qui ne verra jamais le jour puisqu'il se lance dans la série-télé Bagh-e Mozaffar.
Il participe activement au monde de la musique iranienne en se produisant dans divers concerts organisés par lui-même et en lançant de nombreux albums de ses chansons sur le marché. Il est également un ancien combattant de la guerre Iran-Irak.

## Filmographie
Mehran Modiri a joué dans diverses séries télévisées. Il doit sa popularité auprès des téléspectataeurs iraniens surtout aux trois programmes de la télévision en Iran.
- Séries Télévisées

| Année     | Titre original          | Titre en français               | Réalisateur     | Occupation                                  |
| --------- | ----------------------- | ------------------------------- | --------------- | ------------------------------------------- |
| 1992      | Moshtha-ye Kuchak       | Les petits poings               | Soraya Ghasemi  | Acteur                                      |
| 1992      | Hekayat-ha              | Récits                          | Mojtaba Yassini | Acteur                                      |
| 1992      | Pand-ha va Andarz-ha    | Des conseils                    | Mojtaba Yassini | Acteur                                      |
| 1993      | Norooz-e 72             | Norouz de 72                    | Dariush Kardan  | Acteur                                      |
| 1993      | Bagh-e Gilas            | Jardin des cerisiers            | Majid Beheshti  | Acteur                                      |
| 1993      | Parvaz-e 57             | Le Vol 57                       | Mehran Modiri   | Acteur et Réalisateur                       |
| 1994      | Saat-e Khosh            | Joyeuse heure                   | Mehran Modiri   | Acteur et Réalisateur                       |
| 1995      | Sal-e Khosh             | Joyeuse année                   | Mehran Modiri   | Acteur et Réalisateur                       |
| 1997      | Norooz-e 76             | Norouz de 76 (IRIB1)            | Mehran Modiri   | Acteur et Réalisateur                       |
| 1998      | Jong-e 77               | Show en 77                      | Mehran Modiri   | Acteur et Réalisateur                       |
| 1999      | Bebakhshid Shoma        | Excusez-moi! Qui êtes-vous?     | Mehran Modiri   | Invité et Réalisateur                       |
| 1999      | Pelak-e 14              | Numéro 14                       | Mehran Modiri   | Acteur et Réalisateur                       |
| 2000      | 90 Shab                 | 90 Nuits                        | Mehran Modiri   | Acteur et Réalisateur                       |
| 2001      | Tanz-e 80               | Satire de 80                    | Mehran Modiri   | Invité et Réalisateur                       |
| 2002      | Dardesar-e Valedein     | Troubles des parents            | Masoud Navvabi  | Acteur                                      |
| 2002      | Pavarchin               | Sur la pointe des pieds         | Mehran Modiri   | Acteur et Réalisateur                       |
| 2004      | Noghtechin              | Points de suspension            | Mehran Modiri   | Acteur & Réalisateur & Designeur de Costume |
| 2005      | Jayezeye Bozorg         | Grand Prix                      | Mehran Modiri   | Acteur et Réalisateur                       |
| 2005-2006 | Shabhaye Barareh        | Nuits de Barareh                | Mehran Modiri   | Réalisateur & Acteur                        |
| 2007      | Bagh-e Mozaffar         | Jardin de Mozaffar              | Mehran Modiri   | Réalisateur & Acteur                        |
| 2008      | Mard-e Hezar Chehreh    | l'Homme aux mille facettes      | Mehran Modiri   | Réalisateur & Acteur                        |
| 2009      | Mard-e Do Hezar Chehreh | l'Homme aux deux mille facettes | Mehran Modiri   | Réalisateur & Acteur                        |
| 2022      | Khaen Koshi             | Tuer le traître                 | Massoud Kimiai  | Acteur                                      |

- Cinema

| Année | Titre original                                        | Titre en français                   | Réalisateur             |
| ----- | ----------------------------------------------------- | ----------------------------------- | ----------------------- |
| 1993  | Dige Che Khabar?                                      | Quoi de neuf?                       | Tahmineh Milani         |
| 1993  | Didar                                                 | Rencontre                           | Mohammad Reza Honarmand |
| 2002  | Tokyo Bedoon-e Tavaqqof                               | Tokyo Non-Stop                      | Saeed Alamzadeh         |
| 2007  | Hamishe Pa-ye Yek Zan Dar Mian Ast                    | Il y a toujours une femme concernée | Kamal Tabrizi           |
| 2007  | Ganj-e Mozaffar (Un CD de 10 épisodes en exclusivité) | Trésor de Mozaffar                  | Mehran Modiri           |
| 2008  | Dayere Zangi                                          | Doyre                               | Parisa Bakhtavar        |

## Pièces de Théâtre
En plus des séries télévisées et quelques films au cinéma, Mehran Modiri a performé au théâtre avant d'aller en télévision de l'Iran.
| Année | Pièce de théâtre         | Metteur en scène     |
| ----- | ------------------------ | -------------------- |
| 1974  | Khargoosh                | Hamid Alami          |
| 1977  | Shookhi                  | Sadra Rasouli        |
| 1979  | Telegraph                | Mehdi Sharifi        |
| 1983  | Palang-e Nadan           | Behrooz Salimi       |
| 1985  | Yek Tanz va Yek Gham-ava | Behrooz Salimi       |
| 1988  | Arsenal                  | Mohsen Haji Youssefi |
| 1989  | Pansion                  | Mohsen Haji Youssefi |
| 1990  | Simorgh                  | Ghotboddin Sadeqi    |
| 1991  | Hamlet                   | Ghotboddin Sadeqi    |
| 1992  | Kisseh Box               |                      |

## Discographie
Albums 

- 1999 : Deltangi-ha - Déclamation des Poèmes de Hatef Alimardani.
- 2000 : Az Roo-ye Sadegi - Composé par: Babak Bayat et Fardin Khalatbari
- 2003 : Ahang-e Film-e Hamnafas - Composé par: Fardin Khalatbari

## Récompenses et prix
| Titre                | Pour Film/Télé/Drame | Statut de Prix        | Année |
| -------------------- | -------------------- | --------------------- | ----- |
| Meilleur acteur      | Khargoosh (drama)    | Gagné (Golden Parrot) | 1974  |
| Meilleur acteur      | Jong-e 77            | Gagné                 | 1998  |
| Meilleur acteur      | Bebakhshid Shoma?    | Gagné                 | 1999  |
| Meilleur acteur      | Pavarchin            | Gagné                 | 2002  |
| Meilleur acteur      | Pavarchin            | Gagné                 | 2003  |
| Meilleur réalisateur | Saat-e Khosh         | Candidat              | 1996  |
| Meilleur réalisateur | Jong-e 77            | Gagné                 | 1998  |
| Meilleur réalisateur | Bebakhshid Shoma?    | Gagné                 | 1999  |
| Meilleur réalisateur | Pavarchin            | Gagné                 | 2002  |
| Meilleur réalisateur | Pavarchin            | Gagné                 | 2003  |

## Collègues de Mehran Modiri
- Javad Razavian
- Siamak Ansari

- Saeid Pirdoost
- Saed Hedayati
- Mohammad Reza Hedayati
- Behnoosh Bakhtiari